# Orlando Medina
José Orlando Medina (29 de octubre de 1945, Montevideo, Uruguay) es un exfutbolista y exentrenador uruguayo. Se desempeñaba en la posición de mediocampista y su primer club fue Colón de Santa Fe.
Es recordado por su larga trayectoria en el club santafecino, así como también en Boca Juniors, en donde conquistó un total de tres títulos e integró un mediocampo muy eficiente junto a futbolistas como Antonio Ubaldo Rattin y Norberto Madurga.
Su hermano, Gisleno Medina también fue futbolista.

## Trayectoria
Oriundo de Uruguay, llegó a Colón desde muy joven, haciendo su debut en la máxima categoría cuando el club santafecino logró el ascenso en 1965. Se destacaba por su técnica, así como por su capacidad de realizar relevos y por una destacada técnica.
Fue transferido a Boca Juniors en el año 1969, en donde se convirtió en una pieza fundamental del equipo dirigido por Alfredo Di Stéfano que lograría tres títulos en un corto periodo de tiempo, siendo el más significativo el Nacional 1969 donde el conjunto xeneize se consagraría campeón en el estadio de River Plate.
Luego de recuperarse de una lesión, ficha por el CNI de Iquitos, donde rápidamente se convertiría en lo mejor del equipo. Tras ello, continuaría su carrera en México, en clubes como Atlante y Tigres de la UANL, para luego retornar a la Argentina para jugar un año en Tigre, recientemente ascendido a la Primera División de Argentina. Se retiró en el año 1982, jugando para Colón.

## Clubes

### Como jugador
| Club              | País      | Año         |
| ----------------- | --------- | ----------- |
| Colón             | Argentina | 1965 - 1968 |
| Boca Juniors      | Argentina | 1969 - 1972 |
| C. N. I           | Perú      | 1974 - 1975 |
| Atlante           | México    | 1975 - 1976 |
| Tigres de la UANL | México    | 1976 - 1979 |
| Tigre             | Argentina | 1980        |
| Chaco For Ever    | Argentina | 1981-1982   |
| Colón             | Argentina | 1982        |

## Palmarés

### Campeonatos nacionales
| Título             | Club         | País      | Año    |
| ------------------ | ------------ | --------- | ------ |
| Primera B Nacional | Colón        | Argentina | 1965   |
| Primera División   | Boca Juniors | Argentina | N-1969 |
| Copa Argentina     | Boca Juniors | Argentina | 1969   |
| Primera División   | Boca Juniors | Argentina | N-1970 |